# Purpurkronad lorikit
Purpurkronad lorikit (Psitteuteles porphyrocephalus) är en fågel i familjen östpapegojor inom ordningen papegojfåglar.

## Utseende och läte
Purpurkronad lorikit är en liten grön papegoja med ljusblå undersida. På huvudet syns en orange och gul kindfläck, purpurfärgad hjässa, gult ovanför näbben och röda fläckar framför ögonen. 

## Utbredning och systematik
Purpurkronad lorikit förekommer i halvtorrt lågland i sydvästra och sydöstra Australien, inklusive Kangaroo Island. Den behandlas som monotypisk, det vill säga att den inte delas in i några underarter.

### Släktestillhörighet
Purpurkronad lorikit placerades tidigare i släktet Glossopsitta. DNA-studier visar dock att arterna inom Glossopsitta inte är varandras närmaste släktingar. Initialt lyftes den tillsammans med mindre lorikit till det egna släktet Parvipsitta, men detta inkluderades sedermera i ett bredare Psitteuteles.

## Levnadssätt
Purpurkronad lorikit hittas i torra eukalyptusskogar. Den rör sig dock nomadiskt efter tillgång på blommande träd.

## Status och hot
Arten har ett stort utbredningsområde, men tros minska i antal, dock inte tillräckligt kraftigt för att den ska betraktas som hotad. Internationella naturvårdsunionen IUCN listar arten som livskraftig (LC).

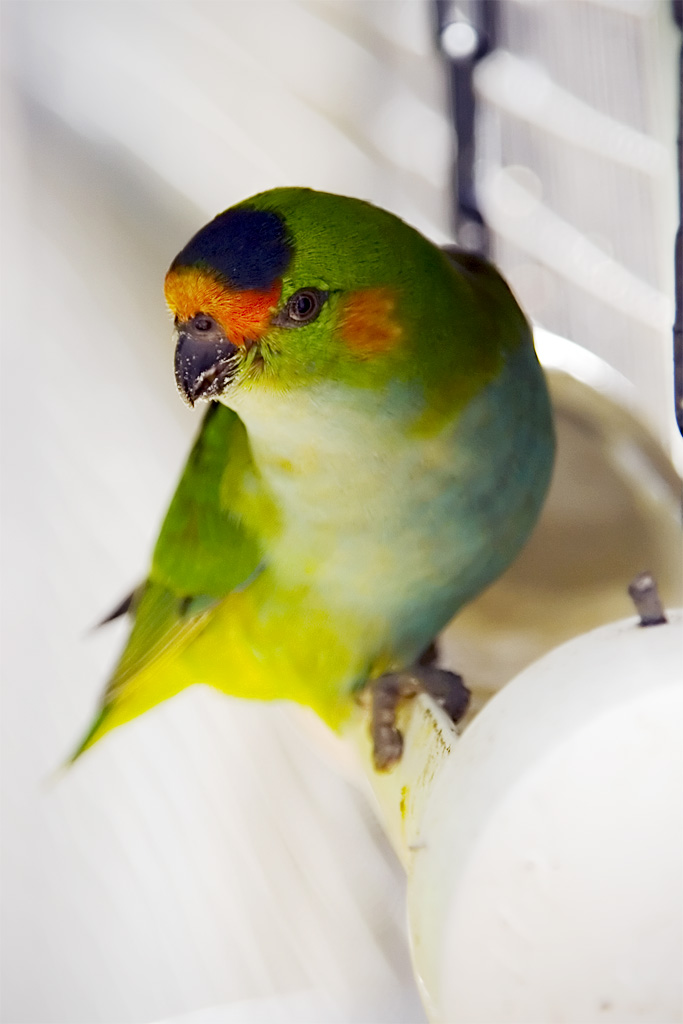
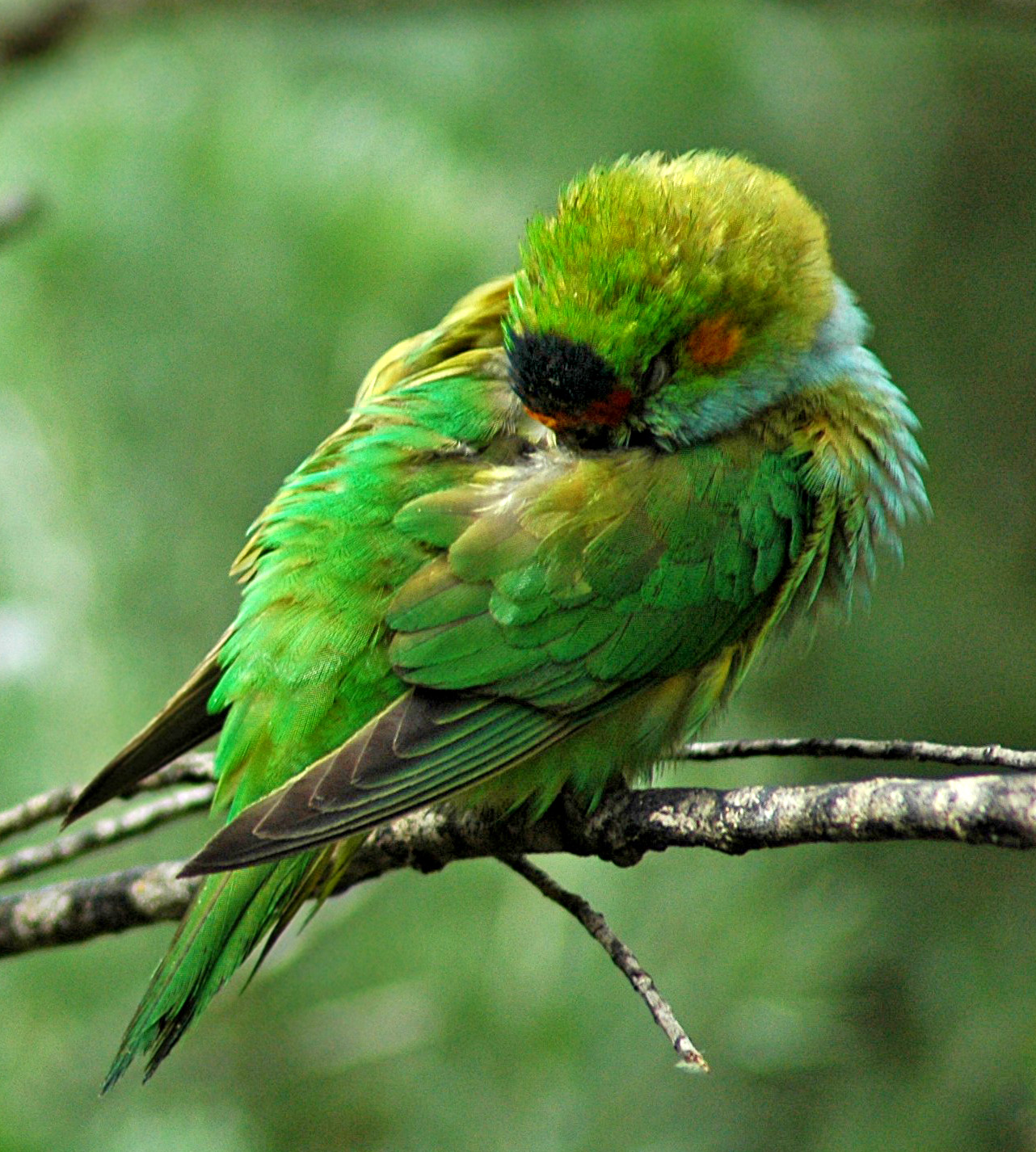